# 春日出発電所
春日出発電所（かすがではつでんしょ）は、かつて大阪市此花区西九条7丁目に存在した石油火力発電所である。発電所出力は31万2000キロワット。1963年（昭和38年）から2002年（平成14年）にかけて、関西電力によって運転された。
本項では、春日出発電所建設以前に同地に存在した春日出第二発電所と、その近隣に存在した春日出第一発電所もあわせて記述する。双方とも大正時代に建設された石炭火力発電所であり、第一発電所は1952年（昭和27年）、第二発電所は1959年（昭和34年）まで運転された。

## 歴史

### 第一発電所の建設

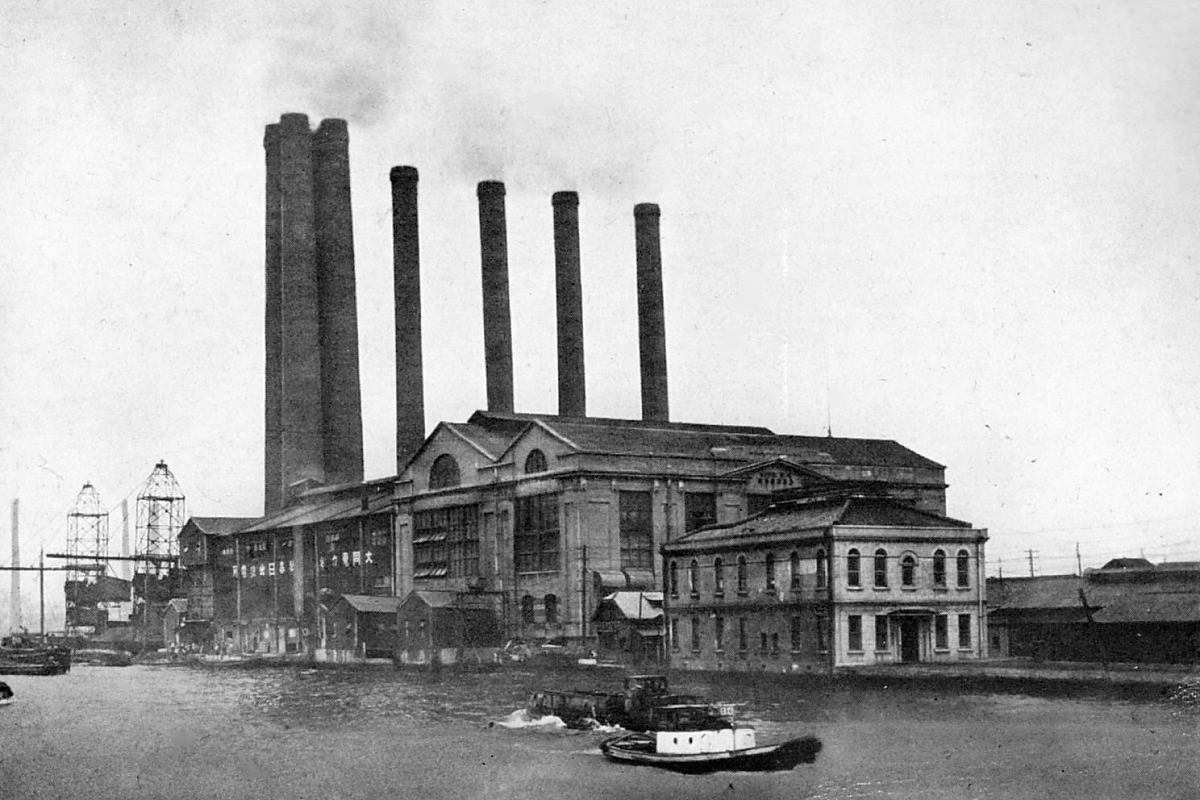
春日出第一発電所（大同電力時代）

春日出地区で最初の発電所は春日出第一発電所である。明治・大正期における大阪市の電力会社大阪電灯の手によるもので、大阪市西区北安治川通4丁目（当時）の大阪鉄工所跡地に建設された。ここは旧淀川（安治川）と六軒家川に挟まれた土地で、川が広く大型運炭船の係留に好都合で、発電用水を安治川より多量に得られるなど発電所好適地であった。
大阪電灯では先に安治川西・東発電所を建設しており、1915年（大正4年）には東発電所の増設計画を立てていたものの、第一次世界大戦下の電力需要急増のためこれを見直し、安治川東発電所の増設は発電機1台に留め、残る1万2500キロワット発電機3台についてはあらかじめ土地を確保していた春日出に設置することとなった。こうして1916年（大正5年）10月大阪電灯は許認可を申請、翌1917年（大正6年）9月に工事施工認可を得てただちに着工した。1918年（大正7年）10月、建物とボイラー12缶・1号タービン発電機がまず完成、次いで1919年（大正8年）3月ボイラー2缶・3号タービン発電機、最後に同年4月2号タービン発電機がそれぞれ完成し、発電所は竣工した。
ところが当初から不具合が続出し、やむなく発電所出力を本来3万キロワットのところを2万キロワットに制限せざるを得なくなった。これは、当時まだ技術水準が低かった国産機器（三菱長崎造船所製）の利用や、エジェクター式煙突の採用による通風不安定化が原因であった。応急対策としてボイラー10缶を1920年（大正9年）5月に増設するが、それでも故障が続くため、抜本的対策として石炭巻揚装置を増設する、既設煙突3本を撤去して自然通風式の煙突4本を新設するなど焚炭・通風方法の改善工事を実施した。その結果ボイラーの操業が安定し、石炭消費量も適正量に戻って会社財政の改善にもつながった。

### 第二発電所建設

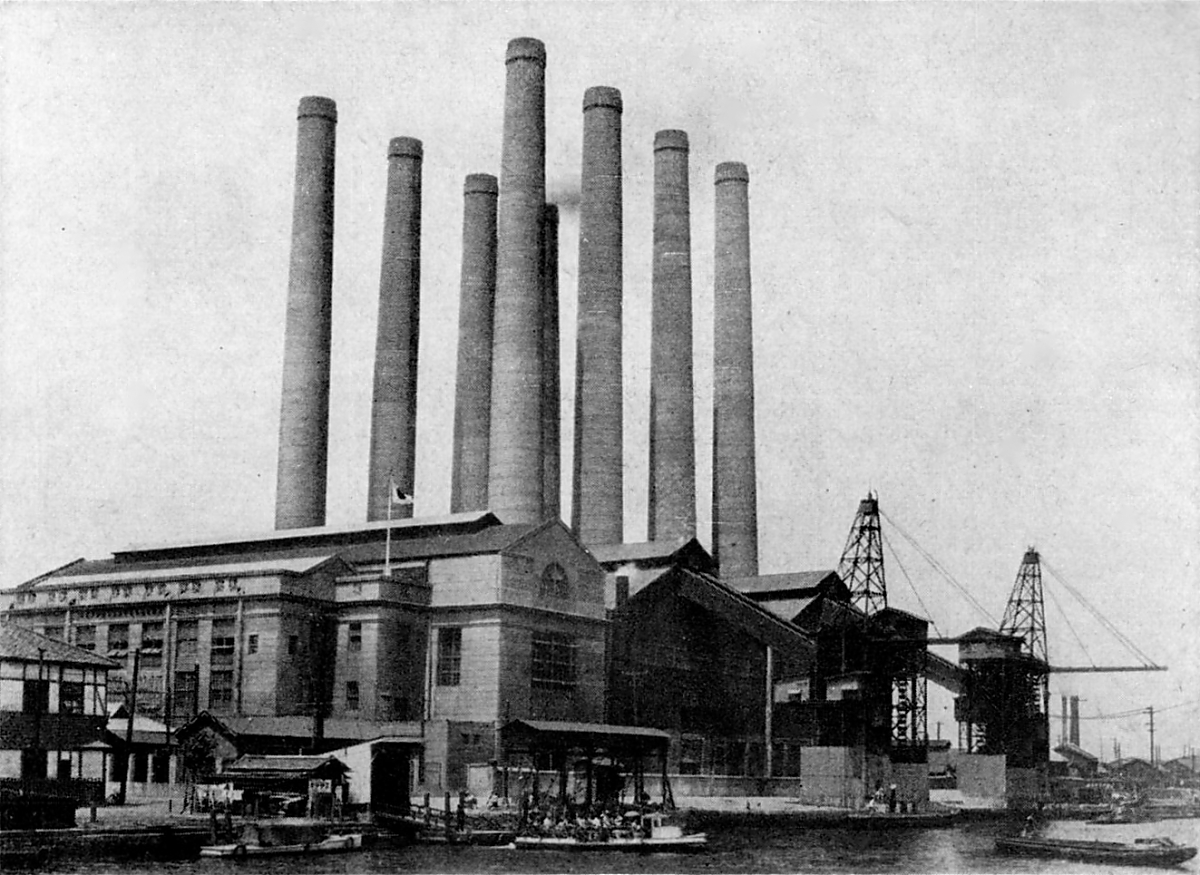
春日出第二発電所（大同電力時代）

大阪電灯では、春日出第一発電所に2万5000キロワット発電機を増設する予定であったが、建設時から続く不具合の対策としてボイラーを増設したことから、増設発電機分のボイラーを据え付ける場所が不足してしまった。このため第一発電所に隣接する自社電機工場の焼け跡にて春日出第二発電所を建設する方針を固めた。しかし第一発電所の不具合頻発に伴う煤煙・騒音で付近住民の非難を浴びていたため反対運動が発生する。反対運動のため木津川に代替地を確保するも、今度は大阪市当局との関係から建設資金の調達がままならず、電力不足にもかかわらず輸入済みの発電機を死蔵する状態となった。1920年（大正9年）になり会社の増資が可能となって資金問題が解決、第一発電所の改善が進んで地元の反対も収まったため元の位置、大阪市北区北安治川通3丁目（当時）に発電所を新設する方針に転換、1920年12月に春日出第二発電所設置の許認可を得た。
大林組の請負で工事は進められ、1922年（大正10年）8月まずボイラー16缶とタービン発電機1台が完成、9月に仮使用認可を得た。残る工事も11月に竣工して12月に仮使用認可を取得している。発電所出力は4万キロワットであり、大阪電灯の電源の主体（ベースロード発電所）となることから、連続運転に適した設計を取り入れ、粗悪炭も利用しやすい給炭機も設置している。

### 大同電力時代の増設
1923年（大正12年）10月1日、大阪電灯の供給事業のうち大阪市内ならびに東成郡・西成郡の部分が大阪市に買収され、市営電気供給事業に内包された。市営化に際し、発電所の買収範囲について会社と市で議論があったが、結局市は安治川西発電所のみを大阪電灯から継承した。これと同時に、市営化範囲から外れた堺市など大阪府中部における供給事業を大手電力会社の大同電力が継承し、発電所についても市が買収しなかった安治川東・春日出第一・春日出第二の3発電所を取得した。
以後20年近くにわたり、春日出第一・第二発電所は大同電力によって運転された。逓信省電気局の資料によると、その間の稼働実績は、1925年度が計2673時間・総発電量2896万2080キロワット時（第一）および3793時間・1億483万3224キロワット時（第二）、1936年度が計2440時間・総発電量5461万8600キロワット時（第一）および1950時間・5764万4900キロワット時（第二）であった。なお、春日出第一・第二発電所の所在地は1925年4月1日にそれぞれ西区・北区から新設の此花区へ転属となり、第一発電所の所在地は1926年（大正15年）1月1日に北安治川通4丁目から六軒町に改称されている。
大同電力時代、第一・第二発電所双方で増設工事が実施され、認可出力が引き上げられている。第一発電所では蒸気タービンの技術水準向上を受けて大阪電灯時代からの旧設備が撤去され、1934年（昭和9年）12月に新造の1万5000キロワット発電機2台が設置された。この設備更新によりタービンの蒸気消費量が減少しボイラー容量に余裕が生じたため、1937年（昭和12年）12月に改めて2万5000キロワット発電機1台が増設されている。増設により認可出力は5万キロワットとなった。第二発電所では、ベースロード発電所としての設計により元々ボイラー容量に余裕があり、大同電力時代の操業改善によってさらに余剰が増したため、余剰分を活用すべく1938年（昭和13年）1月に2万5000キロワット発電機1台が増設された。増設に際し逓信省の命令により煤煙防止のため8本の煙突のうち5本にサイクロン式集塵装置、2本にコットレル式集塵装置が設置されている。この増設で認可出力は6万5000キロワットとなった。
1938年8月、電力国家管理実施に伴い大同電力は日本発送電への設備出資命令を受命する。対象設備には春日出第一・第二発電所も含まれており、翌1939年（昭和14年）4月1日付の日本発送電設立とともに同社へ引き継がれた。日本発送電時代、認可出力は第一発電所5万キロワット・第二発電所6万5000キロワットのままで変化はないが、1944年（昭和19年）8月に第二発電所の変圧器1台が日本軽金属蒲原工場（静岡県）へ転用されている。また1945年（昭和20年）6月1日、太平洋戦争下の空襲により設備が中・小破する被害を受けた。

### 関西電力による再開発
戦後1951年（昭和26年）5月1日に電気事業再編成が実施され、春日出第一・第二発電所は関西電力へと引き継がれた。ただし春日出第一発電所は1949年度より休止されており、再編成翌年の1952年（昭和27年）2月4日付で今津発電所（兵庫県）とともに廃止された。春日出第二発電所についても段階的に廃止が進み、まず1957年（昭和32年）12月に一部設備が廃止となり、2年後の1959年（昭和34年）4月22日付で琴浦発電所（和歌山県）とともに全面廃止された。
旧発電所の廃止後、電力需要の増加に伴い大阪市周辺での発電所建設が要求されるようになったため、関西電力では旧春日出第二発電所跡地に周辺の土地を買い足してこれを再開発する計画を立て、1961年（昭和36年）6月1日に新しい春日出発電所の建設に着手した（同年11月1日に起工式）。旧発電所よりも大型の15万6000キロワット発電機2台を据え付ける工事を進め、1963年（昭和38年）10月31日に1号機、翌1964年（昭和39年）1月13日に2号機をそれぞれ完成させた。旧発電所とは異なる石油火力発電所であり、硫黄分の少ない重油を燃料とする。
こうして完成した春日出発電所だが、1990年代になると南港発電所などの大型発電所に主力を譲り、夏場の波動電力供給用として運用されるようになった。しかし、老朽化と合理化で2002年（平成14年）3月に稼動を停止し、2003年（平成15年）に取り壊された。

## 設備構成

### 春日出第一発電所
春日出第一発電所設備の概要は以下の通り。
- ボイラー ：
  - 形式 ： 水管ボイラー
  - 設置数 ： 24缶
  - 汽圧 ： 15.82 kg/cm2 (225 lb/in2)
  - 汽温 ： 316 °C
  - 蒸発量 ： 12.7 t/h (28,000 lb) → 17.6 t/h
  - 加熱面積 ： 574 m2 (6,182 ft2)
  - 燃焼方式 ： ストーカー焚き（下込給炭機設置）
  - 製造者 ： バブコック・アンド・ウィルコックス (B&W)
- タービン発電機（更新前） ：
  - 設置数 ： 3台
  - タービン形式 ： 三菱パーソンズ式複流混式タービン
  - 発電機形式 ： 三相交流発電機
    - 容量 ： 12,500 kW
    - 力率 ： 100 %
    - 電圧 ： 11,000 V
    - 回転数 ： 1,800 rpm
    - 周波数 ： 60 Hz

  - 製造者 ： 三菱長崎造船所
- タービン発電機（更新後・1934年設置分） ：
  - 設置数 ： 2台
  - タービン形式 ： 単汽筒・単流型衝動タービン
  - タービン出力 ： 15,000 kW
  - 発電機容量 ： 16,600 kVA
  - 製造者 ： 石川島造船所（タービン）・芝浦製作所（発電機）
- タービン発電機（更新後・1937年設置分） ：
  - 設置数 ： 1台
  - タービン形式 ： 複汽筒・半複流型衝動タービン
  - タービン出力 ： 25,000 kW
  - 発電機容量 ： 25,000 kVA
  - 製造者 ： 日立製作所

### 春日出第二発電所
春日出第二発電所設備の概要は以下の通り。
- ボイラー ：
  - 形式 ： 水管ボイラー
  - 設置数 ： 32缶
  - 汽圧 ： 15.82 kg/cm2 (225 lb/in2)
  - 汽温 ： 316 °C
  - 蒸発量 ： 11.1 t/h (24,400 lb) → 15.0 t/h（6缶は 17.6/t）
  - 加熱面積 ： 574 m2 (6,182 ft2)
  - 燃焼方式 ： ストーカー焚き（26缶鎖火格子給炭機・6缶下込給炭機設置）
  - 製造者 ： バブコック・アンド・ウィルコックス (B&W)
- タービン発電機（1922年設置分） ：
  - 設置数 ： 2台
  - タービン形式 ： パーソンズ式単汽筒・半複流型混式タービン
  - タービン容量 ： 28,000 kW
  - 発電機形式 ： 三相交流発電機
    - 容量 ： 25,000 kVA
    - 力率 ： 80 %
    - 電圧 ： 11,000 V
    - 回転数 ： 1,800 rpm
    - 周波数 ： 60 Hz

  - 製造者 ： ウェスティングハウス・エレクトリック
- タービン発電機（1938年増設分） ：
  - 設置数 ： 1台
  - タービン形式 ： ツェリー式単汽筒・半複流型衝動タービン
  - タービン容量 ： 28,000 kW
  - 発電機容量 ： 30,000 kVA
  - 発電機力率 ： 83.3 %[23]
  - 発電機電圧 ： 11,000 V[23]
  - 発電機回転数 ： 3,600 rpm[23]
  - 発電機周波数 ： 60 Hz[23]
  - 製造者 ： 石川島芝浦タービン（タービン）・芝浦製作所（発電機）

### 関西電力春日出発電所
1963・64年建設の関西電力春日出発電所設備の概要は以下の通り。

#### 1号機
- 認可出力 ： 156,000 kW
- ボイラー ：
  - 設置数 ： 1缶
  - 汽圧 ： 174 kg/cm2
  - 汽温 ： 571 °C
  - 蒸気量 ： 520 t/h
  - 設計発熱量 ： 10,000 kcal/kg
  - 伝熱面積 ： 2,482.9 m2
  - 燃料 ： 重油
  - 製造者 ： 石川島播磨重工業
- タービン ：
  - 形式 ： 3気筒くし形再生再熱タービン
  - 抽気段数 ： 7段
  - 容量 ： 156,250 kW
  - 製造者 ： 東芝
- 発電機 ：
  - 容量 ： 192,000 kVA
  - 力率 ： 85 %
  - 電圧 ： 18,000 V
  - 回転数 ： 3,600 rpm
  - 周波数 ： 60 Hz
  - 製造者 ： 東芝

#### 2号機
- 認可出力 ： 156,000 kW
- ボイラー ：
  - 設置数 ： 1缶
  - 汽圧 ： 174 kg/cm2
  - 汽温 ： 571 °C
  - 蒸気量 ： 520 t/h
  - 設計発熱量 ： 10,000 kcal/kg
  - 伝熱面積 ： 2,482.9 m2
  - 燃料 ： 重油
  - 製造者 ： 石川島播磨重工業
- タービン ：
  - 形式 ： 2気筒くし形再生再熱タービン
  - 抽気段数 ： 7段
  - 容量 ： 156,250 kW
  - 製造者 ： 日立製作所
- 発電機 ：
  - 容量 ： 192,000 kVA
  - 力率 ： 85 %
  - 電圧 ： 18,000 V
  - 回転数 ： 3,600 rpm
  - 周波数 ： 60 Hz
  - 製造者 ： 日立製作所

## お化け煙突
1922年の春日出第二発電所新設にあたり、4本2列・計8本の長大な煙突が建設された。この煙突は地元からは「八本煙突」、また、東京電力の千住火力発電所と同様、眺める角度によって本数が異なって見えることから「お化け煙突」と呼ばれた。1963年から1964年にかけて完成した新たな発電所には2本の煙突のみが立っており、これらは特に愛称はつけられないまま2003年の解体を迎えた。